# Lunde (västra delen)
Lunde (västra delen) är en av SCB avgränsad och namnsatt tidigare småort i Timrå kommun, Västernorrlands län. Den omfattade bebyggelse väster om Bergforsen om Lunde i Timrå socken. Vid tätortsavgränsningen 2015 kom småorten att inkluderas i Bergeforsens tätort.